# بوب هدسون (لاعب كرة قدم أمريكية)
بوب هدسون (بالإنجليزية: Bob Hudson)‏ هو لاعب كرة قدم أمريكية أمريكي، ولد في 1948.